# 安特里姆 (新罕布什爾州)
安特里姆（英語：Antrim）是一個位於美國新罕布什爾州希爾斯波羅縣的鎮。

## 人口
根據2020年美國人口普查的數據，安特里姆的面積為94.57平方千米，當中陸地面積為92.45平方千米，而水域面積為2.12平方千米。當地共有人口2651人，而人口密度為每平方千米28人。